# Période 1 du tableau périodique
La période 1 du tableau périodique est la première ligne, ou période, du tableau périodique des éléments. Elle ne contient que deux éléments du bloc s :
| Élément chimique | Élément chimique | Élément chimique | Famille d'éléments | Configuration électronique[1] |
| ---------------- | ---------------- | ---------------- | ------------------ | ----------------------------- |
| 1                | H                | Hydrogène        | Non-métal          | 1s1                           |
| 2                | He               | Hélium           | Gaz noble          | 1s2                           |
Dans les représentations usuelles du tableau périodique, l'hélium est placé au-dessus du néon Ne, avec les autres gaz rares ; cet usage s'est imposé en raison des propriétés chimiques de cet élément bien que, du point de vue de sa configuration électronique, il devrait, en toute rigueur, être placé au-dessus du béryllium Be dans la colonne n° 2.